# Fliegerhorst Nörvenich

i7
i11
i13
Der Fliegerhorst Nörvenich (ICAO-Code: ETNN) ist ein Militärflugplatz bei Nörvenich im Kreis Düren in Nordrhein-Westfalen. Er war zunächst für die Nutzung durch die britische Royal Air Force (RAF Nörvenich) als weitere sogenannte Clutch Station neben der RAF Geilenkirchen, RAF Wildenrath, RAF Brüggen und RAF Laarbruch geplant. Diese in den 1950er Jahren neu gebauten RAF-Stützpunkte nahe der Grenze zu den Niederlanden waren somit möglichst weit entfernt von der Grenze zum damaligen Warschauer Pakt. Heute ist hier das Taktische Luftwaffengeschwader 31 „Boelcke“ stationiert.

## Geschichte
Mit Beginn des Kalten Krieges wurde deutlich, dass die seit 1945 in der Britischen Besatzungszone stationierte British Air Force of Occupation längerfristig auf dem Gebiet der Bundesrepublik Deutschland bleiben würde. Die RAF nutzte in den ersten Jahren nach Kriegsende hauptsächlich ehemalige Fliegerhorste der Reichsluftwaffe, von denen einige nur wenige Flugminuten vom „Eisernen Vorhang“ entfernt waren.
Nach dem Beschluss, die Geschwader möglichst weit westlich zu stationieren, wurde zu Beginn des Jahres 1952 bekannt, dass im Nörvenicher Wald ein Flugplatz für die RAF gebaut werden sollte. Bürger aus den umliegenden Orten in den damaligen Kreisen Bergheim (Erft), Düren und Euskirchen bildeten daraufhin einen Heimatausschuss, der sich vehement gegen den Flugplatz wehrte. Am 11. Juni 1952 bot die nordrhein-westfälische Landesregierung der Bundesregierung das Gelände zum Kauf an. Am 2. September 1952 begann ein 50 Mann starker Vermessungstrupp mit den Vermessungsarbeiten. Nach Vorarbeiten wurde am 15. Juni 1953 mit dem Fliegerhorstbau begonnen. Am 1. Juli 1953 zogen etwa 700 Menschen mit schwarzen Fahnen durch Bonn und protestierten gegen den Bau. Am 15. Juli 1953 begannen 70 bayerische Holzfäller mit Rodungsarbeiten.
Im August 1954 landeten die ersten britischen Strahlflugzeuge in Nörvenich. Im Dezember 1955 übergab die RAF Germany den Flugplatz an den Bundesminister der Verteidigung. Am 8. Dezember 1955 wurde auf dem Gelände des Fliegerhorstes eine Verwaltungsstelle für die 1. Luftwaffen-Lehrkompanie der kurz zuvor gegründeten Bundeswehr errichtet. Dieses Datum gilt als Geburtsstunde der bundesdeutschen Luftwaffe. Wenige Tage später trafen die ersten 13 Bundeswehrsoldaten in Nörvenich ein. Am 2. Januar 1956 erfolgte in Nörvenich mit Bundesverteidigungsminister Theodor Blank die zweite Vereidigung von Bundeswehrsoldaten.

### Jagdbombergeschwader 31

Wappen des Geschwader 31

Wappen der Waffenschule der Luftwaffe 10

Am 13. Januar 1958 um 15:50 Uhr landete die erste deutsche Maschine mit Kommandeur Major Gerhard Barkhorn auf dem Fliegerhorst.
Am 20. Juni 1958 stellte der Bundesverteidigungsminister Franz Josef Strauß das Jagdbombergeschwader 31 (JaboG 31) mit 50 F-84F Thunderstreak in Dienst. Das JaboG 31 erhielt im April 1961 von Josef Kammhuber, dem damaligen Generalinspekteur der Luftwaffe, den Traditionsnamen „Boelcke“. Nach den Grundsätzen der Nuklearen Teilhabe waren die Unterkünfte und die Geschwaderleitung in der 1960 erbauten Boelcke-Kaserne in Kerpen. Im Rahmen der Bundeswehrreform 2015 wird die Boelcke-Kaserne aufgegeben; die Geschwaderkomandatur wurde bereits 2013 auf den Flugplatz verlegt.
Im Januar 1959 wurde das Geschwader als erster Einsatzverband der Luftwaffe der NATO unterstellt.
Im Herbst 1961 wurde das JaboG 31 als erster Verband der Luftwaffe mit der Lockheed F-104G „Starfighter“ ausgerüstet. Am 19. Juni 1962 verunglückten vier Strahltrainer vom Typ Lockheed F-104 östlich des Fliegerhorstes Nörvenich. Der letzte Starfighter verließ am 30. April 1983 den Fliegerhorst.
Der erste „Tornado“ (Panavia PA 200) des JaboG 31 startete im Juli 1983. In den folgenden fast drei Jahrzehnten wurden mit dem Tornado rund 112.000 Flüge mit etwa 176.000 Flugstunden durchgeführt; 21-mal waren Piloten in Kanada zur Tiefflugausbildung auf der CFB Goose Bay. Der Tornado wurde in Nörvenich 2010 ausgemustert. Bis dahin fanden bei Unfällen mit diesem Typ sechs Piloten den Tod. Der letzte Tornado mit dem „Boelcke-Wappen“ startete am 15. Juli 2010 von Nörvenich Richtung Fliegerhorst Büchel in der Eifel. Rund 150 Millionen Euro wurden in Nörvenich im Zuge der Umstellung auf den Eurofighter bereits investiert. Im Eurofighter-Simulator trainierten Tornado-Piloten zur Umschulung auf das neue Waffensystem.
Auf dem Fliegerhorst Nörvenich waren zeitweilig in einem inneren Sperrbereich, der nur von US-Soldaten betreten werden durfte, US-Kernwaffen und die dazugehörigen Trägersysteme, z. B. Pershing-Raketen gelagert. 20 Kernwaffen wurden 1995 auf die Ramstein Air Base verlagert. Der innere Sperrbereich mit hohen Wachtürmen ist noch heute von außerhalb zu sehen.
Das JaboG 31 „Boelcke“ wurde als Geschwader ab 15. Dezember 2009 mit dem Eurofighter Typhoon ausgerüstet. In Nörvenich sind 34 Maschinen stationiert.
Am 27. April 2006 wurde der Grundstein für den Neubau des 10,5 Mio. Euro teuren Simulatorgebäudes gelegt und das Richtfest am 25. Oktober 2006 gefeiert.
Das Gebäude hat zwei Simulatoren für das Training mit dem Eurofighter, eins mit 360 Grad und das andere mit 270 Grad Rundumsichtsimulation.
Am 1. Oktober 2013 wurde das  „Boelcke“ in das Taktische Luftwaffengeschwader 31 „Boelcke“ (TaktLwG 31 „B“) umbenannt. Im Rahmen der Umgliederung der Luftwaffenstruktur fand zudem eine Neuaufstellung der Taktischen Luftwaffengruppe „Richthofen“ (TaktLwGrp „R“) statt, welche dem Nörvenicher Geschwader bis zum 4. Juli 2016 unterstellt war. Durch diesen Zusammenschluss wurde das TaktLwG 31 „B“ das größte Jet-Geschwader der Luftwaffe.
Die Luftwaffe verlegte ab Juni 2022 insgesamt 25 Bundeswehr-Tornados vom Fliegerhorst Büchel nach Nörvenich, einstweilen begrenzt bis 2026. Gegen diese Stationierung regte sich Widerstand in den umliegenden Gemeinden und in der Friedensbewegung, namentlich im FriedensForum. Kritisiert wurden die zu erwartende erhöhte Lärmbelästigung, die mögliche atomare Bewaffnung der Tornados und ihre Einbindung in das NATO-Manöver Steadfast Noon.
Zur Teilnahme am Blue-Wings-Manöver 2020 und den daran anschließenden Multinational Air Group Days (MAG Days) verlegte die israelische Luftwaffe im August 2020 erstmals ein 180-Personen starkes Kontingent für zwei Wochen nach Nörvenich. Zum Kontingent zählten sechs F-16 Kampfflugzeuge, zwei Gulfstream (V und G550 CAEW) zur elektronischen Aufklärung (SIGINT) und zwei Tankflugzeuge vom Typ Boeing 707. Für den Lufttransport wurden mehrere C-130 Hercules eingesetzt.

### Waffenschule der Luftwaffe 10
Die Waffenschule der Luftwaffe 10 wurde am 1. April 1957 in Nörvenich mit kanadischen F-86 Sabre Mk. 5 aufgestellt. Zunächst unterstützt durch Fluglehrer der Royal Canadian Air Force aus Zweibrücken, war ihr Auftrag die Ausbildung zukünftiger Jagdflugzeugführer auf dem Einsatzmuster und die Schaffung eines Personalstamms für die neu aufzustellenden Jagdgeschwader der Luftwaffe. Im September des gleichen Jahres verlegte der Verband nach Oldenburg und nahm dort im November 1957 den Flugbetrieb auf.
Mit Beginn der Einführung der Lockheed F-104 „Starfighter“ wurde im Januar 1960 eine Ausbildungsstaffel F-104 als 4. Staffel der Waffenschule 10 in Nörvenich aufgestellt. Die Ausbildung der zukünftigen Piloten des Jagdbombergeschwaders 31 erfolgte ab April 1961 auf der doppelsitzigen F-104F. Im Juni 1962 kamen beim Unfall von vier F-104 der 4. Staffel bei einem Übungsflug, der eine Kunstflugvorführung in unmittelbarer Nähe des Flugplatzes anlässlich der Indienststellung der F104-Einheiten vorbereiten sollte, alle vier Piloten ums Leben.
Seitdem ist jede Kunstflugvorführung in der Luftwaffe verboten.

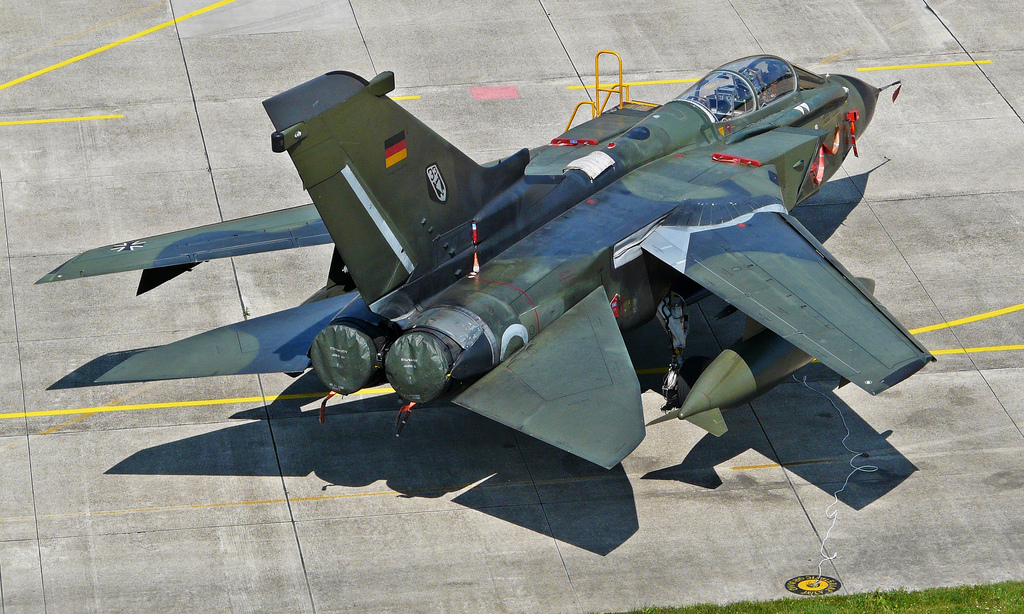
Einer von 25 Tornados die von Büchel nach Nörvenich verlegt werden

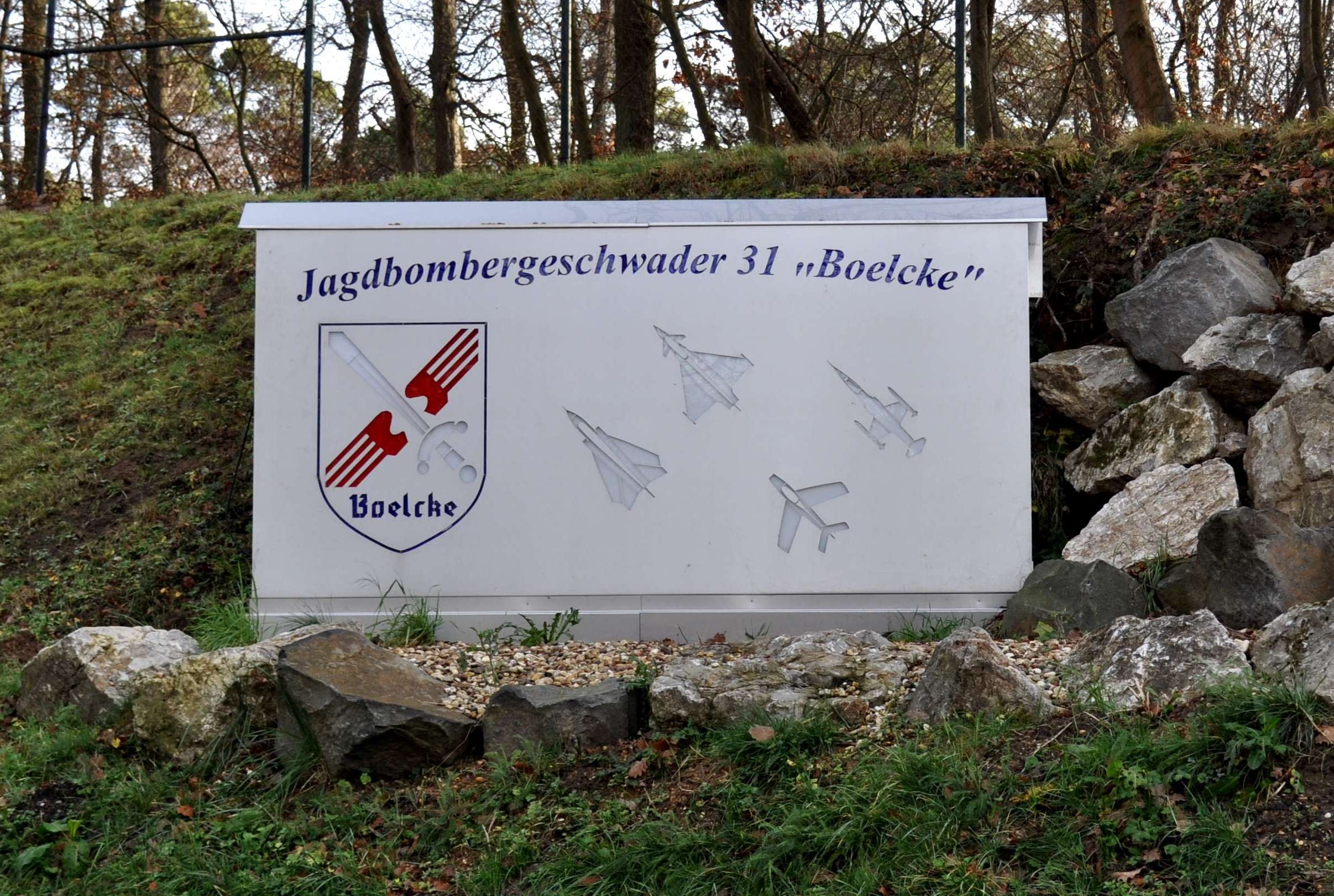
Willkommensschild des Jagdbombergeschwaders 31 „Boelcke“ an der Wache

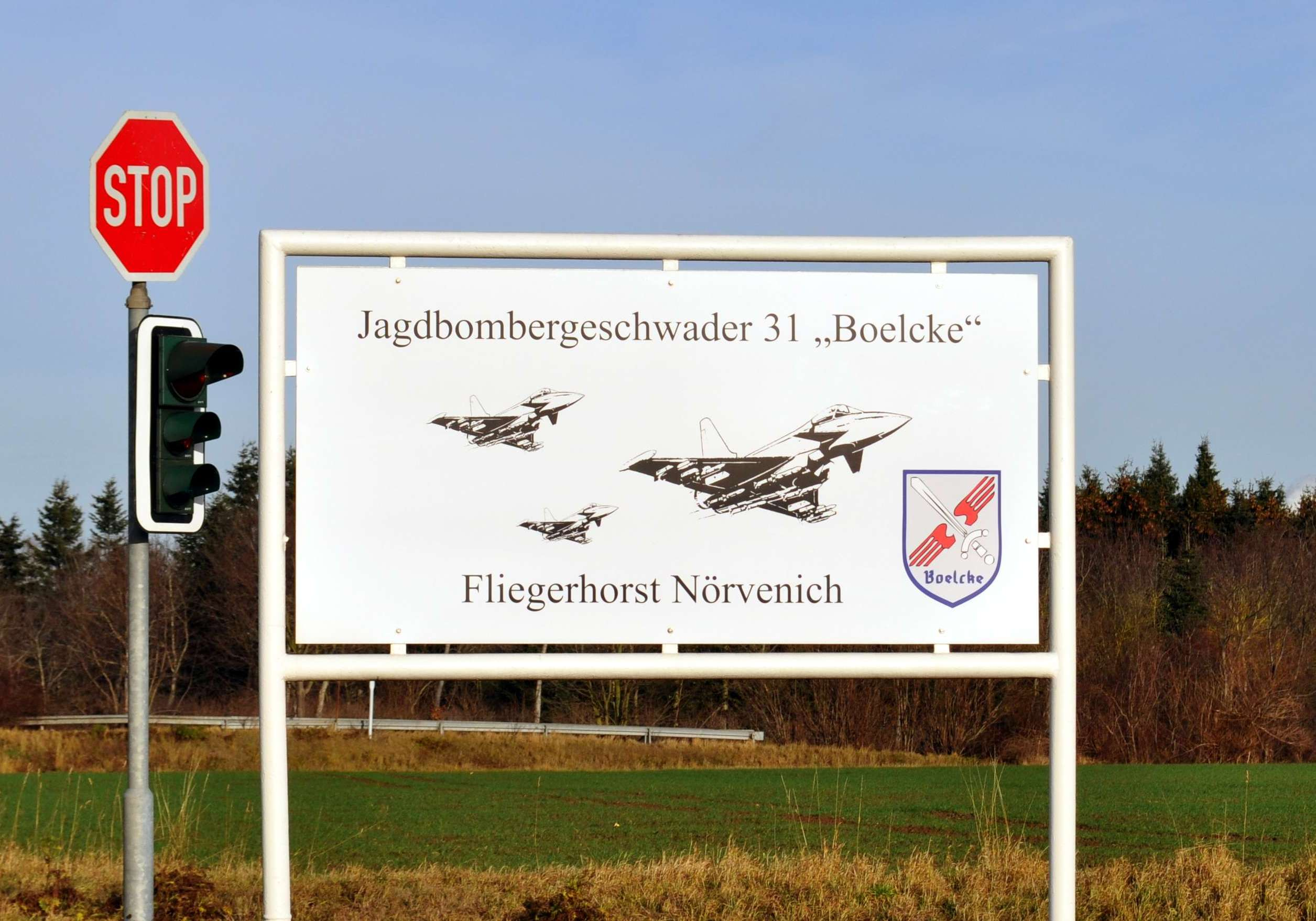
Ehemaliges Einfahrtsschild an der Kreuzung zum Fliegerhorst Nörvenich

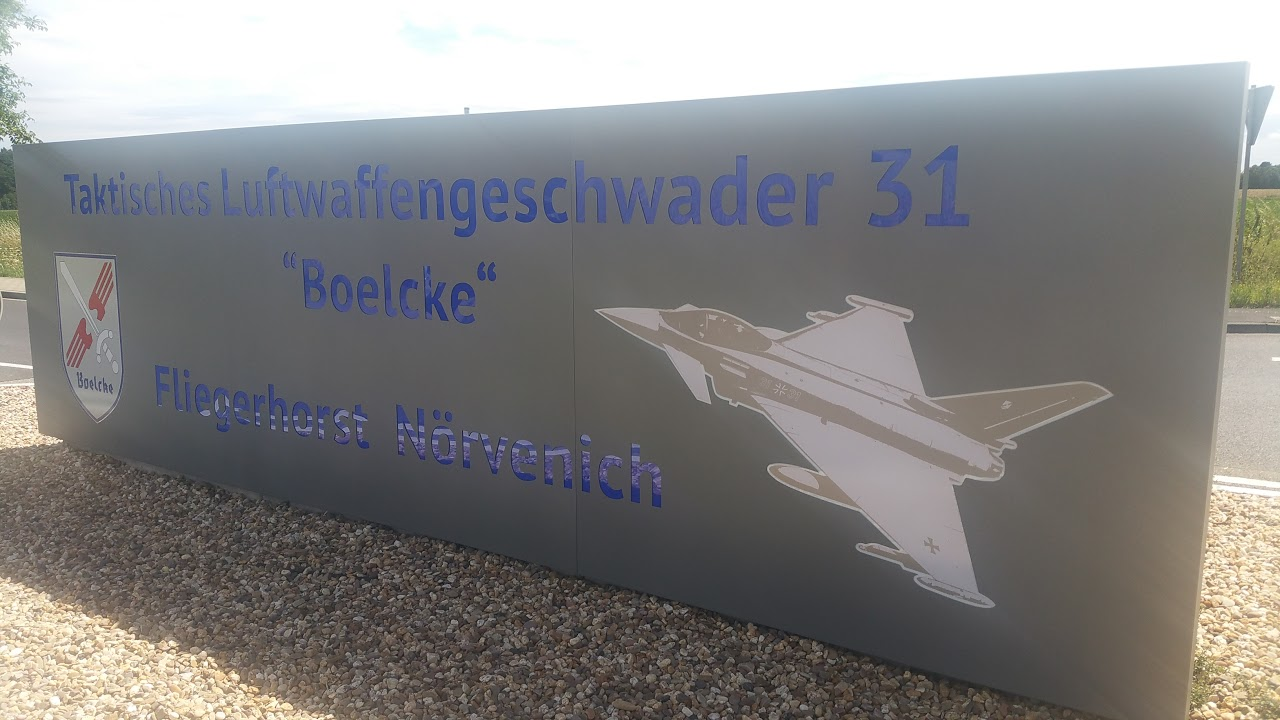
Das neue Einfahrtsschild Juli 2017

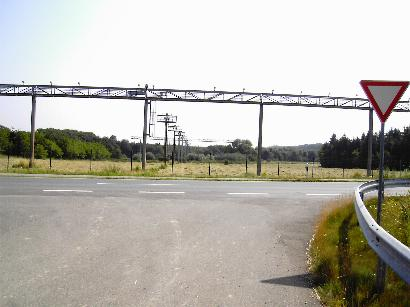
Anflugbefeuerung von Westen, vorne quer die B 477

Im Jahr 1964 wurden alle Teile des Verbands in Jever zusammengeführt. Dort wurden zunächst Piloten auf den jeweiligen Waffensystemen ausgebildet, später erfolgte dort die sogenannte Europäisierung, also die Ausbildung im europäischen Luftraum, nach der Grundschulung und Waffensystemausbildung in den USA. Im Juli 1983 wurde die Waffenschule der Luftwaffe 10 als letzte Waffenschule aufgelöst. Sie ging im Jagdbombergeschwader 38 auf.

### Sonstige Einheiten
Auf dem Fliegerhorst sind Einheiten mit 950 Soldaten und 300 Zivilbediensteten stationiert.
In den 1980er Jahren war in Nörvenich als Forward Operating Location (FOL) in Rotation von zwei Wochen jeweils ein Drittel einer Staffel mit acht A-10-Erdkampfflugzeugen der United States Army Air Forces. Sie bildete das Detachment 4 (Det. 4) des auf der englischen Doppelbasis RAF Bentwaters/RAF Woodbridge beheimateten 81st Tactical Fighter Wings (81st TFW). Das Det. 3 wurde am 1. Oktober 1979 aktiviert und am 19. März 1992 außer Dienst gestellt. Die Rotationen stellte bis Ende 1988 die 78th Tactical Fighter Squadron (78th TFS) aus Woodbridge und ab Anfang 1989 die 510th TFS aus Bentwaters.
Von 1959 an war, anfangs in Baracken auf dem Fliegerhorst, dann in Haus Hardt, das LwFlaBtl 46 mit Bofors 40 mm Lafetten zum Schutz des Flugplatzes stationiert. Nach der Umrüstung auf MIM-23 HAWK-Raketen wurde das Bataillon nach Krummenort bei Rendsburg verlegt.
Seit Januar 1961 war auf dem Fliegerhorst auch die 3. Luftrettungs- und Verbindungsstaffel (LRetVerbStff) mit zwei Hubschraubern des Typs Bristol 171 Sycamore für den Search and Rescue (SAR)-Dienst stationiert. Heimatstandort war Fassberg. Ab April 1965 hieß diese Einheit 3. Hubschrauber-Rettungsstaffel (HubschrRetStff). Jetzt war diese Einheit in Ahlhorn stationiert und im Januar 1968 wurde diese Einheit in 3. Staffel des Hubschraubertransportgeschwader 64 (3./HTG 64) umbenannt. Ab Mai 1971 wurde der SAR-Dienst für Luftfahrzeuge in Deutschland mit Bell UH-1D vom HTG 64 durchgeführt. Nach 25 Jahren wurde das HTG 64 zum 27. September 1993 aufgelöst. Lediglich der SAR-Hubschrauber, eine Bell UH-1D der 2. Staffel des Lufttransportgeschwaders 61 (2./LTG 61) verblieb in Nörvenich. Diese Bell UH-1D, seit 2013 war sie der 7. Staffel des Transporthubschrauberregiments 30 (7./TrspHubschrRgt 30) der Heeresflieger unterstellt, wurde 2020 durch eine Airbus H145 ersetzt. Durch den Rettungshubschrauber für diesen Bereich, Christoph Europa 1, wird er bei Bedarf unterstützt.
Im Jahr 1994 wurde hier die 2. Hubschrauber-Transportstaffel BMVg untergebracht, diese wurde anfangs mit 4 VIP Hubschraubern Bell UH1-D besetzt. Später wurde der Bestand erhöht. Im Jahr 2002 wurde die Staffel dem LTG 61 Landsberg unterstellt und in 3/LTG 61 umbenannt. Ebenfalls wurden hier kurz bis zur Außerdienststellung die L410 aus Berlin mit 2 Maschinen geflogen.
2006 wurde die Staffel mit einem Feierlichen Appell aufgelöst.

## Start- und Landebahn
Die Bahn (Ost-West-Richtung vom Knapsacker Industrie-Hügel her) ist so dimensioniert, dass hier nahezu alle Flugzeugtypen landen können. Die Antonov AN-124 ist hier schon mehrmals gelandet. Die AWACS-Jets mit ihren charakteristischen Radartellern vom NATO-Flugplatz Geilenkirchen sind hier häufiger zu Gast. Auf dem Gelände des Fliegerhorsts befindet sich eine Schießanlage. Nörvenich ist Ausweichflugplatz für die Airborne-Warning-and-Control-System-Flugzeuge (AWACS) aus Geilenkirchen und den Fliegerhorst Büchel.

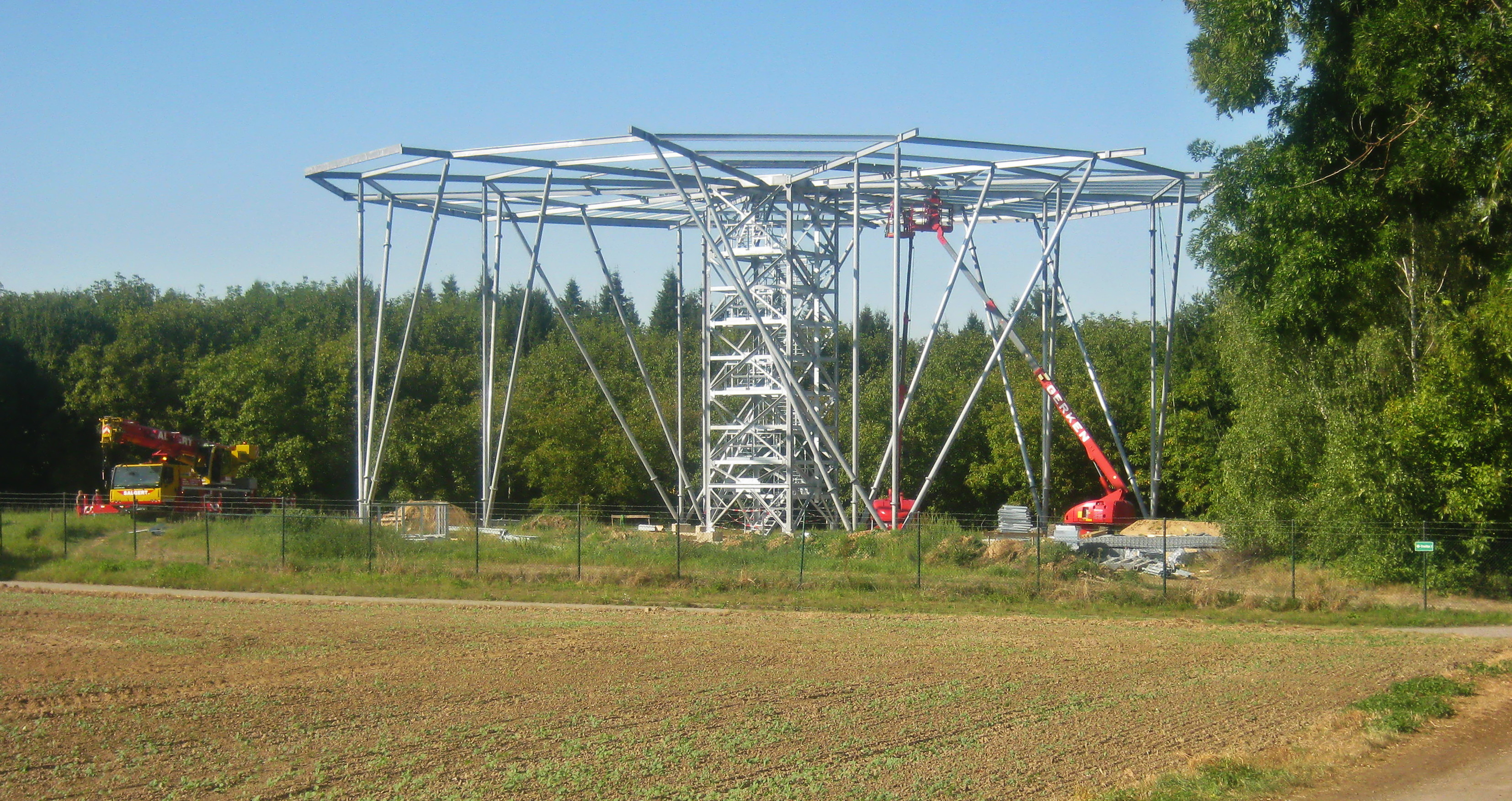
Bau des Drehfunkfeuers

Im September/Oktober 2016 wurde in der alten Ortslage (heute Fliegerhorstgelände) von Alt-Oberbolheim ein neues Drehfunkfeuer gebaut, welches in der Nähe des Ostkopfes abgebaut werden musste.

## Unterkünfte
Die Soldaten sind in der nahe gelegenen Kaserne Haus Hardt in Nörvenich untergebracht.
Die Boelcke-Kaserne in Kerpen, die laut Stationierungskonzept geschlossen werden sollte, bleibt erhalten.

## Besonderes
Der Flugtag am Sonntag, 28. August 1988 wurde von rund 250.000 Menschen besucht. Er geriet im Zusammenhang mit dem Flugtagunglück von Ramstein am selben Tag schwer in Kritik.
Auf besonderes Unverständnis stieß der abendliche Fliegerhorst-Ball mit Tanz und Band. Er fand statt, obwohl bekannt war, dass es in Ramstein zu zahlreichen Toten und hunderten Verletzten gekommen war.
Als Schloss Gymnich noch Gästehaus der Bundesregierung war, landeten in Nörvenich viele Könige und Staatsoberhäupter. Die Formel 1-Gebrüder Schumacher, die in Kerpen-Manheim aufgewachsen sind, benutzten den Fliegerhorst auch hin und wieder mit ihren Privatjets, als sie die nahegelegene Heimat besuchten. Michael Schumacher landete hier, wenn er sein Patenkind in Disternich besuchte.

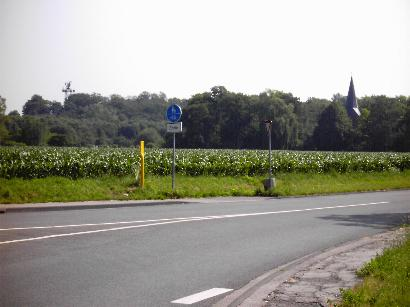
Rechts die ehem. Kirche von Alt-Oberbolheim, links das Bodenradar des Fliegerhorsts

Der Ort Oberbolheim ist in den Jahren 1968/69 auf Staatskosten umgesiedelt worden. Es hat bisher keine weitere Umsiedlung wegen Flugzeuglärms und Flugzeugabstürzen in Nordrhein-Westfalen gegeben.
Im Jahr 1965 wurde hier ein Guinness-Weltrekord aufgestellt: Hauptmann Heltzel setzte nach einem Zusammenprall mit einer zivilen Dornier Do 28 in einer Lockheed F-104G mit 435 km/h auf die Landebahn auf. Er erfuhr 1988 eine späte Würdigung und wurde ins Guinness-Buch der Rekorde eingetragen, da er mit der höchsten Geschwindigkeit landete, mit der je ein Flugzeug aufsetzte.
1957 wurde die Fliegerhorst-Feuerwehr eingerichtet.
Neben der militärischen Nutzung findet an Wochenenden und Feiertagen zivile Nutzung für die Sportfliegerei statt. Der ansässige Verein Bundeswehr Sportfliegergemeinschaft „Boelcke“/Heini Dittmar e. V. ist aus der ehemaligen Bundeswehr-Sportfluggruppe entstanden. Der Verein betreibt hier sowohl Segel- als auch Motorflug.
Am 13. Juni 2015 fand von 10 bis 18 Uhr auf dem Fliegerhorst aus Anlass des 60-jährigen Bestehens der Bundeswehr ein Tag der Bundeswehr, gleichzeitig mit 14 anderen Standorten in Deutschland, statt. Es wurden knapp 20.000 Besucher gezählt.